# Welwitschia

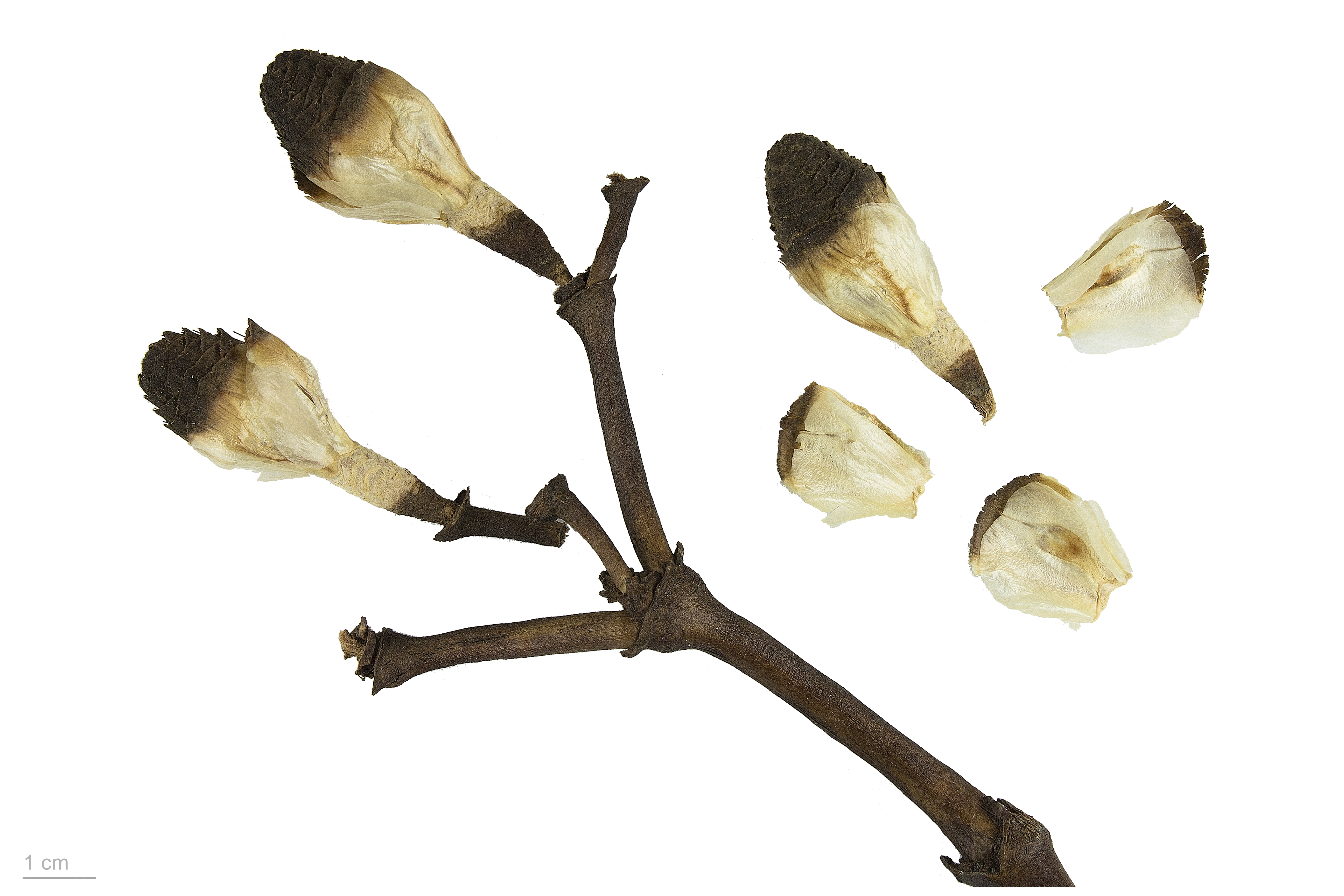
Welwitschia mirabilis

Welwitschia (Welwitschia mirabilis) är den enda arten i familjen welwitschiaväxter som i sin tur är den enda familjen i ordningen Welwitschiales. 
Welwitschians naturliga utbredningsområde är öknarna i Namibia och södra Angola. Stammen är kort och ihålig och ur den växer bladen som är mellan 2 och 2,5 meter långa och ungefär 1 meter breda. Det finns han- och honplantor och blommorna sitter i kotteliknande ställningar. Honplantornas kottar är röda.
Welwitschian har fått sitt namn efter Friedrich Welwitsch, som upptäckte växten 1859.

## Welwitschian i kulturen
Welwitschian avbildas i Namibias riksvapen.